# Tiroteig a l'església de Sutherland Springs
El tiroteig a l'església de Sutherland Springs fou un tiroteig massiu que va tenir lloc el 5 de novembre de 2017 a la Primera Església Baptista de Sutherland Springs, Texas.

## Tiroteig
El 5 de novembre de 2017 es va produir un tiroteig a la Primera Església Baptista de Sutherland Springs. Un home armat va entrar a l'església a les 11:30 a.m. i va començar a disparar. El tirador va morir després d'una persecució amb l'aplicació de la llei local a través del comtat de Guadalupe, Texas. La identitat del tirador encara no s'ha fet pública.

## Baixes
En el tiroteig hi van morir 27 persones com a mínim, incloent-hi l'autor dels trets, a més de com a mínim 30 ferits d'entre els aproximadament 50 feligresos que normalment assisteixen al servei del diumenge.

## Reaccions
Els agents de l'FBI d'una sucursal prop de Sant Antonio, Texas, es van desplegar per investigar. La seva investigació no va revelar en els primers moments el motiu del pistoler i tampoc no van descartar la possibilitat de més pistolers.
El president Donald Trump, que es trobava al Japó en el moment de l'atac, va comentar: "Que Déu sigui amb la gent de Sutherland Springs,. L'FBI i l'ordre públic estan en l'escena. Estic monitoritzant la situació des del Japó". El governador de Texas, Greg Abbott, va respondre: "Les nostres pregàries són amb tots els qui van ser perjudicats per aquest acte malvat,lles nostres gràcies als agents de la llei per la seva resposta". El fiscal general de Texas, Ken Paxton, va dir a través d'un comunicat: "Els pensaments i les oracions de tots els texans es troben amb la gent de Sutherland Springs després dels informes tràgics arribats de la primera església baptista".